# Corneel Seys
Corneel Seys (Antwerpen, 1912. február 12. – halálozási dátum ismeretlen) belga labdarúgó, hátvéd.

## Karrierje
Karrierje teljes egészét a Beerschot AC csapatában töltötte, ahol 1930-tól 1943-ig játszott, és két bajnoki címet is szerzett.
A belga válogatottban két meccsen szerepelt, ebből az egyik az 1938-as vb egyik találkozója volt.

## Sikerei, díjai
- Bajnok: 1938, 1939